# 마에오 시게사부로
마에오 시게사부로(前尾繁三郎, 1905년 12월 10일~1981년 7월 23일)는 일본의 정치인이다.

## 생애

### 학창 시절
1905년 교토부 요사군 미야즈정(지금의 미야즈시)에서 가난한 도자기공의 셋째 아들로 태어났다. 마에오의 두 형은 모두 고등소학교를 졸업한 뒤 도제가 되었다. 마에오도 본래 도제가 될 예정이었지만 소학교 재학 당시 마에오의 성적이 좋은 것을 눈여겨 본 담임교사가 마에오의 부모를 설득하여 교토부립 미야즈 중학교에 진학했고 졸업 후 상경해 제일고등학교에 들어갔다.
고교 기숙사에서 생활했는데 아침 식사 때 밥 7그릇, 된장국 12그릇을 모두 먹어치워서 독일어로 위를 뜻하는 마건(Magen)이란 별명을 얻었다. 고교를 졸업한 뒤에 도쿄제국대학 법학부에 진학했으며 졸업 후 고등문관시험 행정과와 사법과에 합격했다.

### 관료 생활
일본 대장성에서 관료 생활을 시작했는데 대장성 입직 시험 때 후쿠다 다케오로부터 대장성 소속 4개 국의 이름을 쓰는 문제가 나올 것이라는 조언을 들었으나 주계국과 은행국만 쓰고 주세국과 이재국을 잊어버렸다고 한다. 입직한 다음 해인 1930년 11월 결핵과 늑막염으로 휴직했다. 휴직 기간이 1년을 넘겨 규정에 따라 퇴직해야 했지만 5년 동안 요양한 뒤 복직에 성공했다. 이 무렵 마에오의 4년 선배였던 이케다 하야토도 수포증으로 휴직했다가 복직했다.
복직 후엔 마에오가 와카야마세무서장으로, 이케다가 오사카 다마쓰쿠리세무서장으로 발령받았다. 두 사람은 성격은 정반대였지만 비슷한 시기에 병으로 휴직했다가 복직했고 술을 좋아한다는 공통점으로 금방 의기투합했다. 둘은 "내(이케다)가 주세국장이 되고 네(마에오)가 국세과장이 돼라"라고 서로 맹세하기도 했다.
와카야마세무서장 임기를 끝낸 마에오는 나고야세무감사국과 오사카세무감사국에서 근무했다. 1938년 오사카 직세부장으로 근무할 때 주위의 주선으로 기선 회사를 운영하는 자산가의 딸과 결혼했다. 결혼식은 양가 부모님만 참석해 간소하게 진행했으며 신혼여행도 가지 않은 채 결혼식 다음 날 평소처럼 출근했다. 1940년 7월 도쿄세무감독국 직세부장이 되었으며 세타가야로 이사를 갔다. 이때 이케다도 100m 정도 떨어진 곳에 거주하고 있었다. 이후 이케다가 주세국 경리과장을 거쳐 국세과장이 되자 마에오에게 전화를 걸어 "됐다, 됐다"라고 소식을 전했다. 훗날 마에오는 "대신이나 총리가 되었을 때에도 그때만큼 기뻐하진 않았다"라고 술회했다. 1942년 9월 네덜란드령 동인도의 술라웨시섬에 위치한 도시 마카사르의 사정관으로 부임했다. 이때 민정부 총감으로 부임한 사람이 야마자키 이와오인데 이 인연으로 두 사람은 친분을 맺었다.
1944년 4월 도쿄재무국장으로 부임한 이케다가 "주세국 국세2과장이 공석이니 돌아와라"라고 마에오에게 연락해 마에오는 5월에 귀국하여 국세2과장이 되었다. 1945년 4월에는 이케다가 주세국장이 되고 마에오가 국세1과장이 되었으며 1947년 이케다가 대장차관으로 승진하자 후임 주세국장으로 마에오가 취임했다. 하지만 마에오는 예정신고납세제도나 할당과세에 반대하는 등 징세 방법을 둘러싸고 연합군 최고사령부(GHQ)과 대립했다. GHQ는 대장상 구루스 다케오를 불러 마에오의 경질을 요구했지만 구루스는 단칼에 거절했다. 며칠 뒤 마에오는 이케다의 전화를 받고 이케다의 자택을 찾았는데 이 자리에는 비서과장 모리나가 데이이치로도 함께 있었다. 모리나가는 마에오에게 "지금 당신이 조폐국장을 거치지 않고 퇴직한다면 GHQ를 자극하게 되고 향후 대장성이 GHQ와 교섭하기가 어려워진다. 3일이라도 좋으니까 조폐국장을 역임해 달라"라고 요청했다. 이케다도 마에오에게 지금은 어쩔 수 없다며 나중에 우리 둘이서 정치를 하자고 제안했다. 주세국장이던 마에오에게 조폐국장 발령은 굴욕적인 좌천이었지만 마에오는 이케다와 대장성 동료들을 위해 이 제안을 받아들여 오사카조폐국장으로 발령받았다. 인도네시아에서 근무할 때 알게 된 미야자와 기이치도 마에오의 처우에 대해 GHQ와 교섭했지만 상황은 나아지지 않았고 미야자와는 위안의 뜻을 전하고자 마에오를 찾았는데 정작 마에오는 국장실에서 독서를 즐기고 있었다고 한다.
1948년 11월 민주자유당 본부를 찾아 간사장 히로카와 고젠에게 총선 출마 의향을 밝히며 공천을 신청했다. 마에오가 국세2과장으로 근무할 때 도쿄술판 조합장으로 있던 히로카와와 친분을 쌓은 적이 있었다. 12월 23일 중의원의 해산되자 마에오는 조폐국장을 사임하고 대장성을 퇴직했다.

### 정치 생활
민자당 공천을 받는 데 성공하여 1949년 총선 때 교토부 제2구에 출마했다. 선거 유세를 하면서 정계 정화·매출세 폐지·행정 정리 및 통제 해제 등을 주장했으며 구체적인 숫자를 들어가며 재정 문제를 논하는 등 고지식한 학자적 면모를 보여 대중에게 받아들여지지 못하고 많은 불평을 샀다. 주변에선 마에오를 미래의 대장상이라며 열심히 선전했지만 마에오 본인은 사람들이랑 술도 잘 못 마시고 가슴에 꽃을 장식하는 것도 부끄러워하여 유세에 어려움이 많았다.
그런 마에오를 지지해준 것은 각지의 세무관리들이었다. 직물조합·어업조합·요음조합·다업조합 등 지원단체나 지원기업이 마에오를 지지했다. 마쓰시타 고노스케가 빌려준 마이크는 당시로는 드물게 고성능이었고 이는 마에오 캠프의 사기를 높여주는 데 도움이 됐다. 성실하고 인품이 있다는 이미지를 적극적으로 어필했으며 돈을 만드는 조폐국장을 역임했다는 것을 강조하기도 했다. 결과적으로 마에오는 4만 5천여 표를 얻어 3위로 당선에 성공했다(당시 일본은 중선거구제로 교토부 제2구는 5명까지 당선이 가능했다).
1952년 8월 두 번째로 출마한 총선에서도 당선됐으며 선거 이후 출범한 제4차 요시다 내각에서 자유민주당 정무조사회장이 된 고구레 부다유 밑에서 부회장을 맡았다. 이때 계획조선에 대한 「이자보급법」 개정안을 두고 개진당 출신의 고모토 도시오와 절충하여 원안 작성을 담당했다.
중의원 지방행정위원장과 외무위원장을 거쳐 1957년 제1차 기시 내각에서 통상산업상으로 첫 입각했다. 「중소기업단체조직법」을 입안하고 섬유 불황이 닥치자 이를 구제하고자 직기 구매 조치를 취했다. 아라비아 석유의 유전 개발을 허가해주고 일본무역진흥회·중소기업신용보험공사 설립에도 나섰다. 1958년 5월 총선에서 처음으로 아시다를 누르고 1위로 당선했다.
1959년 7월 개각 때 이케다가 통산상으로 입각했다. 당시 이케다는 월급 2배론을 주창하고 있었는데 이케다는 마에오를 당 경제조사회장으로 앉혀 소득배증론을 구체화하도록 했다. 안보 투쟁의 여파로 기시가 총리대신직에서 물러나고 1960년 7월 이케다가 총리대신이 되면서 소득 배증 계획은 본격적으로 빛을 발하게 된다.
이케다는 본래 야마자키 이와오를 간사장에 기용코자 했다. 정치 경험이 더 많았던 야마자키를 우선 간사장에 앉혔다가 후임으로 마에오를 간사장으로 지명하려는 것이 이케다의 구상이었던 것으로 보이는데 내각, 특히 오하시 다케오의 강한 반대에 부딪혔다. 결국 이케다는 파벌 내 원로 정치인이던 마스타니 슈지를 간사장으로 임명했고 오하시는 수석 부간사장이 되었다. 오하시는 마에오의 라이벌이었기에 이는 마에오를 견제하기 위함이었고 마에오는 비교적 한직인 당 경리국장이 되었다. 경리국장이 된 마에오는 국민협회 설립에 앞장섰고 투명한 정치 자금 제도를 확립하고자 했다.

#### 자민당 간사장
1961년 「정치적 폭력행위 방지법」안을 둘러싸고 기시파·사토파가 이케다 내각을 무너뜨리려는 움직임을 보였다. 이에 이케다는 개각을 통해 분위기 쇄신을 꾀했고 마에오가 간사장이 되었다. 사실 이때 마에오는 당뇨병으로 고생하고 있었고 늑막염이 악화해 농흉 증상이 나타나 병원에 입원한 상태였다. 하지만 이케다는 자신의 복심인 마에오가 반드시 필요하다고 여겨 오히라 마사요시와 구로가네 야스미를 보내 자신의 의사를 타진했다. 마에오는 처음엔 거절했지만 계속된 요청을 이기지 못하고 승낙했다.
간사장이 된 마에오는 혼신의 힘을 다해 이케다를 지지했고 소득 배증 계획의 추진과 이케다의 브레인 육성에 큰 힘을 보탰다. 군인 연금·농지 보상 성립·「파괴활동방지법」 폐안 결정·국민협회를 통한 자민당 정치 헌금의 일원화·당 재무위원회 설치와 정치 자금의 투명성 모색 등이 모두 마에오가 간사장일 때 추진한 것이었다.
이런 정력적인 활동은 건강에 악영향을 미쳤고 1962년 말에 간사장 사임을 희망했다. 이케다는 이를 받아들이지 않는 대신 병원에서 요양하며 업무를 보도록 했다. 그런데 당시 간사장 임기는 보통 1년이었는데 이케다는 3년이나 간사장을 맡기다간 마에오가 미키 부키치와 같은 배후에서만 활약하는 스타일의 정치인이 될 우려가 있다고 여기기 시작했다. 그리고 1964년 7월 이케다는 총재 선거에서 3선에 성공하자 미키 다케오를 간사장으로 임명하여 마에오를 퇴진시켰다. 마에오가 간사장직을 3년이나 지킨 기록은 이후 2019년 니카이 도시히로가 경신할 때까지 오랫동안 최장 기록으로 남았다.
1964년 9월 초에 부간사장이던 오히라가 마에오의 저택을 방문했다. 오히라는 마에오에게 "이케다 총리의 병세가 심각하다. 암인 듯하다"라고 보고했다. 3선에 성공한 이케다는 병증을 느껴 도쿄 대학 병원에서 진찰을 받았는데 후두암이었던 것이었다. 총리대신이 암에 걸렸다는 사실이 알려지면 큰 소동이 빚어질 것이라 우려한 마에오는 오히라와 협의하여 9월 7일 국제 통화 기금 총회에서 이케다가 연설한 다음에 암센터에 입원시키기로 결정했다. 이 사실을 자세히 모르던 이케다에겐 "암은 아니지만 최신 치료 설비가 거기에만 있다"라고 둘러댔다. 마에오는 의료진들에게도 "암에 걸렸단 사실은 반드시 비밀로 해주고 거짓말을 해주길 바란다"라고 요청했다. 25일 의료진은 이케다의 병증이 전암 상태라고 발표했다.
마에오는 극비리에 이케다의 퇴진을 준비하여 날짜를 1964년 하계 올림픽 폐막식 다음날로 정했다. 그리고 비밀리에 미키·오히라와 만나 이 생각을 전했다. 미키는 이케다가 받아들일지 우려했지만 마에오는 "그건 내가 알아서 할 테니 당내에서 진행해야 할 절차를 비밀리에 추진해주길 바란다"라고 부탁했다. 올림픽이 진행되는 동안에도 이케다의 퇴진은 철저히 비밀에 붙여졌다. 그리고 25일 이케다는 병상에서 국무상 고노 이치로·부총재 가와시마 쇼지로·미키·관방장관 스즈키 젠코를 불러 퇴진 의사를 밝혔다. 스즈키와 미키는 이를 즉시 발표했다. 여론은 깨끗하게 물러났다는 반응을 보였다.

#### 파벌 영수
이케다의 후임 총재로는 사토 에이사쿠·고노·후지야마 아이이치로 등 세 명의 이름이 거론됐는데 사토가 유력하다는 평이 많았다. 열세에 놓여 있던 고노와 후지야마는 서로 협력하기로 약속해 동맹을 결성했다. 마에오는 후지야마를 지지하고자 고노가 후지야마와 후보 일원화에 나서주길 원했다. 그래서 고노와 친분이 있던 중의원 의장 후나다 나카와 만나 설득을 부탁했다. 하지만 고노는 후나다의 부탁에도 불구하고 이를 거절했고 후보 일원화는 결국 실패했다. 이후 진행된 총재 선거에서 사토가 무난히 당선됐다.
사토는 취임 후에 처음 단행한 개각을 통해 마에오를 자유민주당 총무회장으로 지명했는데 이는 이케다의 추천에 의한 것이었다. 다음 달인 1965년 7월 암이 광범위하게 전이됐다는 얘기를 들은 이케다는 마에오·오히라·스즈키를 불렀다. 이케다는 "마에오 군을 중심으로 해서 오히라 군과 스즈키 군이 도와줬으면 좋겠다. 마에오, 다나카의 시대가 올 거다. 마에오 군은 자기 홍보를 하지 않는 게 장점이지만 하는 게 더 좋겠다"라며 후계자를 정했다. 한 달 뒤 이케다가 사망했기 때문에 이 말은 사실상 유언이 되었고 마에오는 이케다의 유언에 따라 굉지회의 회장이 되었다.
마에오는 파벌을 정책집단 정도로 생각하고 있었다. 이와 관련된 일화로 한 의원이 자신을 찾아오자 "돈이 솟아나는 책"이라며 귀중한 장서를 건넸다. 그 의원은 당연히 책 사이에 돈 다발이 있을 것이라 생각했지만 아무리 펼쳐봐도 찾을 수가 없었다. 그러자 마에오는 책의 내용을 이해하면 인격을 연마하여 자연스럽게 정치 자금이 모일 것이라고 말했다. 이후 그 의원은 마에오를 신뢰하지 않게 되었다고 한다.
이에 비해 같은 파벌이던 오히라는 파벌의 첫 번째 역할은 정권 획득이라고 생각하고 있었다. 이는 고사카 젠타로·니와 교시로 등 원로 정치인과 사이토 구니키치·사사키 요시타케·이토 마사요시 등 중견·소장파 의원들 사이에 내부 갈등을 불러일으켰다. 마에오는 회장이 되면서 파벌 간부를 자신의 직계 의원들로 채우기도 했다. 마에오와 오히라의 갈등은 1968년 총재 선거 때 폭발했다. 사토의 3선 저지를 위해 마에오는 "자금은 오히라, 표는 스즈키"라는 역할 분담을 결정했는데 마에오는 95표를 얻어 107표를 얻은 미키보다도 순위가 낮았다. 사실 마에오는 총재 선거에 큰 관심이 없었지만 파벌의 구심력을 유지하기 위해 출마했었다. 이를 감안해도 3위에 그친 것은 마에오에게 큰 충격이었고 마에오는 차기 총재 선거에는 전력을 다하기로 결심했다.
그런데 1970년 총재 선거 때 사토가 4선에 도전하면서 "내가 당선되면 개각할 때 마에오파를 우대하겠다"라고 약속하자 마에오는 총재 선거를 포기했다. 하지만 사토는 4선 이후에 약속을 지키지 않았다. 오히라의 측근들인 다나카 로쿠스케·다자와 기치로·시오자키 준 등 소장파 의원들이 맹반발했다. 이들은 파벌의 분열도 불사하겠단 태도로 마에오를 공격했고 결국 마에오는 1971년 4월 파벌 회장직을 오히라에게 양도했다. 3개월 뒤 사토는 마에오를 법무대신으로 임명했다.

#### 원로 정치인
회장직을 내려놓은 마에오는 시나 에쓰사부로·나다오 히로키치와 사적인 간담회를 가졌다. 전시 중에 시나는 상공차관을, 나다오는 내무차관을 지냈기에 관료로서는 두 사람이 마에오보다 선배였지만 회장직에서 쫓겨난 마에오를 두 사람은 동정했다. 이 간담회는 어느 순간부터 세 현인의 모임이라 불렸고 다나카 가쿠에이의 집권 말기부터 미키가 집권하고 있을 때까지 정국에 큰 영향력을 발휘했다.
1973년 5월 중의원 의장 나카무라 우메키치가 사임하자 후임 의장으로 마에오가 취임했다. 다음 해 다나카가 총리대신직에서 물러나게 되자 후임으로 마에오의 이름도 오르내렸지만 마에오는 의장이 총리를 해선 안 된다며 거절했다. 3년 뒤 의장직에서 물러난 마에오는 자민당 최고 고문이 되었다.
1978년 후쿠다 다케오가 물러난 뒤 오히라가 총리대신이 되었을 때 두 사람의 관계는 여전히 냉랭했다. 마에오는 미야자와 기이치를 눈여겨보며 새로운 지도자감으로 기대하고 있었다. 두 사람의 갈등이 파벌에 불이익을 미칠 걸 우려한 주변 사람들은 두 사람을 위한 화해의 장을 마련했다. 이 자리에서 마에오는 재정 재건이 급선무이며 일반소비세 도입이 필요하다고 건의했고 두 사람은 화해했다.
1979년 총선에서 마에오는 낙선했다. 충격을 받은 마에오는 정계 은퇴를 결심했지만 다카마쓰노미야 노부히토 친왕이 마에오를 찾아와 "건강에 유의하고 앞으로도 나라를 위해 힘써주길 바란다"라는 쇼와 천황의 뜻을 전달했다. 감격한 마에오는 주변 사람들에게 "나는 죽을 때까지 정치를 하겠다"라고 말하며 은퇴를 번복했다. 그리고 다음 해 총선에서 화려하게 부활했다.
1981년 7월 23일 교토시 사가의 자택에서 심근 경색으로 사망했다. 묘지는 교토시 우쿄구의 세이료사에 있다.

## 일화
니나가와 도라조는 1950년부터 1978년까지 7선 교토부지사를 지냈다. 마에오가 총선 책임자인 간사장으로 재직중인 1962년 니나가와의 독주를 막기 위해 공천에 관여했지만 그 사람이 낙선했다. 이후 1966년과 1970년에도 공천을 받았지만 3연패했다. 이 사건은 마에오가 총재 자리에 어울리는 사람인가에 대한 의문을 던져주었다.
1993년 이전에 치러진 일본 중의원 선거는 중선거구제였기에 하나의 선거구에 같은 정당의 후보자들이 복수로 출마할 수 있었다. 하지만 파벌이 겹치지 않도록 공천하는 게 일반적이었는데 교토부 제2구는 굉지회에서만 마에오·다니가키 센이치 등 두 명이 공천을 받고 당선도 되었다.
정계에서 독서가·교양인으로 잘 알려져 있었다. 소학생 때 『태평기』를 독파했으며 서재에는 일본뿐 아니라 중국·미국·유럽의 책 등 4만여 권이 꽂혀 있었다고 한다. 국회 내의 서점에서 400만 권이 넘는 서적을 구매하여 점주가 혀를 내두를 정도였다. 마에오의 사후에 유족들이 미야즈시에 책과 건설 자금을 기증하여 1983년 7월 미야즈시립 마에오 기념문고가 개관했다.

## 역대 선거 결과
|  | 11.06% |

|  | 12.85% |

|  | 14.24% |

|  | 14.82% |

|  | 19.83% |

|  | 18.28% |

|  | 26.46% |

|  | 20.79% |

|  | 17.9% |

|  | 15.14% |

|  | 16.84% |

|  | 14.98% |

|  | 24.13% |

## 저서
- 《政治家の歳時記》. 誠文堂新光社. 1960년 8월 18일.
- 《政治家のつれづれぐさ》. 誠文堂新光社. 1967년 12월 10일.
- 《政治家のつれづれ草 続》. 誠文堂新光社. 1970년 9월 15일.
- 《政治家のつれづれ草 続々》. 誠文堂新光社. 1973년 12월 1일.
- 《私の履歴書 牛の歩み》. 日本経済新聞社. 1974.
- 《政の心》. 毎日新聞社. 1974.
- 《現代政治の課題　一政治家の反省と考察》. 毎日新聞社. 1976.
- 《政治家の方丈記》. 理想社. 1981년 8월.
- 『十二支攷』全6巻・別冊（思文閣出版、2000年）、ほか多数